# Polsko na Hopmanově poháru
Polsko na Hopmanově poháru zažilo premiéru na 26. ročníku konaném v roce 2014. Celkem se zúčastnilo dvou ročníků, z nichž si odvezlo jeden titul vybojovaný v roce 2015.

## Historie
V roli nejvýše nasazeného týmu vstoupili Poláci poprvé v historii do perthského Hopman Cupu roku 2014. Reprezentanty země se stali hráčka elitní světové pětky Agnieszka Radwańská a Grzegorz Panfil.  V prosinci 2013 web sportowefakty.pl oznámil, že původně nominovanou světovou jednadvacítku Jerzyho Janowicze v družstvu nahradí krajan Grzegorz Panfil, kterému na žebříčku ATP aktuálně patřilo 288. místo. K výměně došlo až po losu a Polsko zůstalo prvním nasazeným účastníkem. Bez prohry v základní skupině postoupili Poláci do finále, v němž nestačili na Francii poměrem 1:2 na zápasy.
V ročníku 2015, při své druhé účasti na turnaji, již polští tenisté vybojovali premiérový titul. Dvojice Agnieszka Radwańská a Jerzy Janowicz zdolali ve finále Serenu Williamsovou s Johnem Isnerem ze Spojených států 2–1 na zápasy, když o vítězích rozhodla až závěrečná smíšená čtyřhra.

## Tenisté
Tabulka uvádí seznam polských tenistů, kteří reprezentovali stát na Hopmanově poháru.
| Jméno               | Celkem V/P | Dvouhra V/P | Čtyřhra V/P | Poprvé | Počet startů |
| Jerzy Janowicz      | 6–2        | 2–2         | 4–0         | 2015   | 1            |
| Grzegorz Panfil     | 4–4        | 2–2         | 2–2         | 2014   | 1            |
| Agnieszka Radwańská | 13–3       | 7–1         | 6–2         | 2014   | 2            |

- V/P – výhry/prohry

## Výsledky
| Rok  | fáze soutěže     | místo konání       | soupeř         | výsledek | stav      |
| ---- | ---------------- | ------------------ | -------------- | -------- | --------- |
| 2014 | základní skupina | Perth Arena, Perth | Itálie         | 3–0      | výhra     |
| 2014 | základní skupina | Perth Arena, Perth | Kanada         | 2–1      | výhra     |
| 2014 | základní skupina | Perth Arena, Perth | Austrálie      | 2–1      | výhra     |
| 2014 | finále           | Perth Arena, Perth | Francie        | 1–2      | prohra    |
| 2015 | základní skupina | Perth Arena, Perth | Austrálie      | 3–0      | výhra     |
| 2015 | základní skupina | Perth Arena, Perth | Velká Británie | 2–1      | výhra     |
| 2015 | základní skupina | Perth Arena, Perth | Francie        | 2–1      | výhra     |
| 2015 | finále           | Perth Arena, Perth | Spojené státy  | 2–1      | vítězství |